# Hip City
『Hip City』（ヒップ・シティ）は、1983年6月21日に発売された麻倉未稀の4枚目のアルバム。発売元はCRYSTAL BIRD/キングレコード。

## 概要
帯コピーに「プロデューサー清水信之の感性と新しい仲間達との出逢いで、よりポップにシェイプアップされたニュー・アルバム。」とあるように、サウンド・プロデュースは清水信之が担当しており、作詞は全曲麻倉自身が手掛けている。麻倉は番組の企画でニューカレドニアに行った時の海と夏をイメージして作詞したという。大貫妙子、大村憲司、加藤和彦等が曲を提供し、コーラスにはEPOも参加した本格的なシティポップ・アルバムであり、今まで発表されたアルバムに見られる大人っぽい路線を脱し、等身大の麻倉が全面に表れた作品となっている。
B-4「マジカル サマー」は、A-2「トロピカーナ パラダイス」とのカップリングでシングルカットされ、本作と同日に発売された。
本作は、1983年6月21日の初CD化以降暫く再発売はされていなかったが、それから31年後の2014年8月27日に、音楽ライターの金澤寿和の企画・監修による70‐80年代シティ・ポップ、J-AOR ″Light Mellow″ シリーズの1枚として、リマスタリングが施され漸く再発売が実現した。規格品番はKICS-3093。
2023年2月3日に開始された音楽配信のみ、アルバム未収録曲「シルバー・レイン」が追加されている。

### エピソード
全曲の作詞を麻倉自身が手掛けているが、最初から乗り気だった訳ではなく事務所とレコード会社の方針によるもので、スタッフに「やってみたら？」と勧められ「歌うことに専念したいです」と訴えたが却下されてしまい、渋々引き受けたという。麻倉は「自分から書きたいと言った記憶はないです。」と話している。

## 収録曲
- 全曲作詞: 麻倉未稀／全曲編曲: 清水信之

### LP・CT

#### Side A
1. Hip City
作曲: 高瀬政彦
2. トロピカーナ パラダイス
作曲: 高瀬政彦
  - 本作と同時発売のシングル「マジカル サマー」のB面曲。
3. タイム スリップ
作曲: 大村憲司
4. Forum
作曲: 清水信之

#### Side B
1. フィジカル レディー
作曲: 高瀬政彦
2. 海の見える街
作曲: 高瀬政彦
3. Love Trip
作曲: 大貫妙子
4. マジカル サマー
作曲: 加藤和彦
  - 本アルバムと同時発売の5thシングルA面曲。
5. Someday
作曲: 大貫妙子

### CD
1. Hip City
2. トロピカーナ パラダイス
3. タイム スリップ
4. Forum
5. フィジカル レディー
6. 海の見える街
7. Love Trip
8. マジカル サマー
9. Someday

### 音楽配信
1. Hip City
2. トロピカーナ パラダイス
3. タイム スリップ
4. Forum
5. フィジカル レディー
6. 海の見える街
7. Love Trip
8. マジカル サマー
9. Someday
10. シルバー・レイン

## 参加ミュージシャン
- Keyboards：清水信之
- Drums：村上秀一
- Guitar：清水信之、青山徹
- Bass：富倉安生、清水信之
- Percussion：清水信之、ペッカー
- Horn Section (Trumpet)：数原晋グループ　(Trombone)：新井英治グループ
- Strings Section：大野グループ
- Chorus：大貫妙子、EPO

## 参考資料
- オリコン『ALBUM CHART-BOOK COMPLETE EDITION 1970-2005』オリコン・マーケティング・プロモーション、2006年4月。ISBN 978-4-87131-077-2。